# Francesco Maria Locatelli

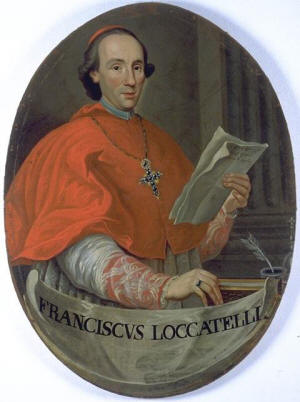
Francesco Maria Kardinal Locatelli (Gemälde eines unbekannten ital. Porträtmalers)

Francesco Maria Locatelli (* 22. Februar 1727 in Cesena; † 13. Februar 1811 in Spoleto) war ein italienischer römisch-katholischer Geistlicher, Bischof von Spoleto und Kardinal.

## Leben
Francesco Maria Locatelli stammte aus einer gräflichen Familie, sein Nachname wird auch mit Loccatelli wiedergegeben. Er begann seine Studien in Cesena und führte sie an der Universität Bologna fort, die er am 9. November 1752 mit dem Grad eines Doctor iuris utriusque verließ. Am 18. März 1752 empfing er die Priesterweihe und wurde danach Archidiakon des Kathedralkapitels von Cesena. Während der Sedisvakanz des Bistums Cesena im März 1772 wurde er zum Kapitularvikar gewählt.
Am 1. Juni 1772 wurde Locatelli zum Bischof von Spoleto erwählt. Die Bischofsweihe spendete ihm am 8. Juni desselben Jahres in der römischen Kirche Sant’Andrea delle Fatte der Kardinalstaatssekretär Lazzaro Opizio Pallavicini; Mitkonsekratoren waren Erzbischof Francesco Carafa della Spina di Traetto, Sekretär der Kongregation für die Bischöfe und Regularen, und Erzbischof Francesco Saverio de Zelada, Sekretär der Konzilskongregation. Am 13. Juni 1772 wurde Locatelli zum Päpstlichen Thronassistenten ernannt. In seinem Bistum ließ er die Kathedrale restaurieren, begründete ein Lyzeum, vergrößerte das Krankenhaus und schuf eine Armenstiftung. Er nahm die aus Spanien und Portugal vertriebenen Jesuiten ebenso auf wie französische Kleriker, die nach der Revolution ins Exil gehen mussten. Im Jahr 1796 empfing er in Spoleto Kardinal Gregorio Barnaba Chiaramonti und begrüßte ihn nochmals 1805 als Papst Pius VII., als dieser aus Frankreich zurückkehrte.
Im Konsistorium vom 23. Februar 1801 kreierte Pius VII. Locatelli zum Kardinal in pectore, dies wurde im Konsistorium vom 17. Januar 1803 öffentlich bekanntgemacht und Locatelli wurde zum Kardinaldiakon ernannt. Den Kardinalshut erhielt er am 20. Januar 1803, am 28. März desselben Jahres erhielt er, unter gleichzeitiger Erhebung zum Kardinalpriester, die Titelkirche Santa Maria in Aracoeli.
Francesco Maria Locatelli starb in Spoleto nach fünfjähriger Krankheit, die Körper und Geist befallen hatte. Er wurde in der Kathedrale von Spoleto beigesetzt.